# Seattle Thunder
Die Seattle Thunder (englisch Donner; bis 2019 Seattle Mist (englisch Seattle Nebel)) sind ein in Kent im Bundesstaat Washington beheimatetes Arena-Football-Damen-Team. Sie spielen in der Extreme Football League.

## Geschichte

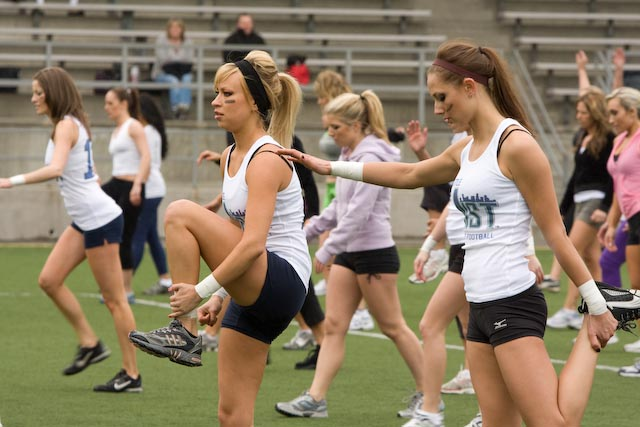
Spielerinnen der Seattle Mist beim Training

Die Seattle Mist wurden 2009 gegründet und waren damit Gründungsmitglied der Legends Football League (LFL). Ihr erstes Spiel trugen sie am 11. September 2009 aus. In der Saison 2013 gewannen die Mist sowohl ihre Division als auch ihre Conference. Somit qualifizierten sich die Mists erstmals für die Play-offs, wo sie jedoch bereits im ersten Spiel gegen die Chicago Bliss mit 14:31 verloren.
Auch 2015 gewannen sie ihre Conference. In den Conference Championships gewannen sie mit 28:24 gegen die Los Angeles Temptation ihr erstes Play-off-Spiel und zogen damit erstmals in das Meisterschaftsspiel ein.
Am 23. August 2015 gewannen sie dort den LFL US Legends Cup 2015 gegen die Chicago Bliss mit 27:21 und wurden damit erstmals Meister. 2017 konnten sich die Mist ungeschlagen für die Play-offs qualifizieren. Im Conference Championship besiegten sie die Los Angeles Temptation. Im Legends Cup besiegten sie Atlanta Steam mit 38:28 und gewannen so ihre zweite Meisterschaft.
2018 verließ Head Coach Chris Michaelson Mist, da er das Expansion Team Nashville Knights betreuen sollte. Unter seiner Interimsvertretung Eric Bellamy gelang Mist jedoch nur eine 1-3-Bilanz, womit sie die Play-offs verpassten. Bellamy wurde daraufhin entlassen und Michaelson wiederverpflichtet. 2019 gewannen die Mist erneut den Legends Cup. Nach der Saison stellte die Liga den Spielbetrieb ein. Unter dem Namen X League nahm sie als on der Eigenbetrachtung neue Liga den Spielbetrieb wieder auf. Im Rahmen des Rebrandings benannten sie die Mist in Thunder um.

## Resultate

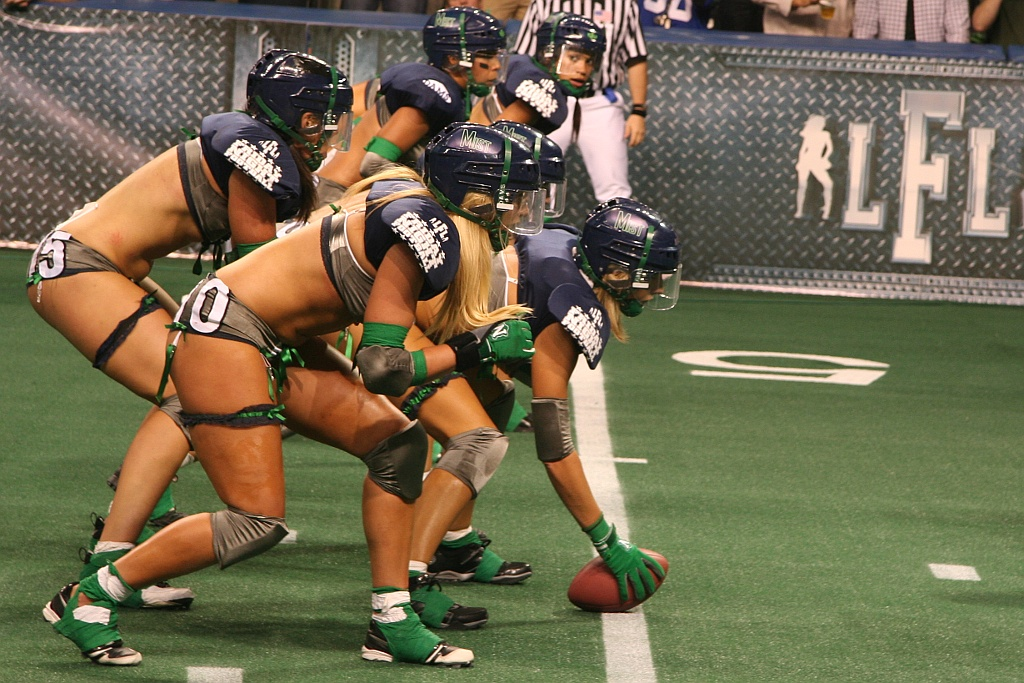
Spielerinnen der Seattle Mist während ihres ersten Spiels gegen die San Diego Seduction.

| Saison    | Siege | Niederlagen | Unentschieden | Platzierung           | Play-off-Ergebnis                                                                                           |
| --------- | ----- | ----------- | ------------- | --------------------- | --- |
| 2009/2010 | 3     | 1           | 0             | 3. Western Conference | |
| 2010/2011 | 0     | 3           | 0             | 5. Western Conference | |
| 2011/2012 | 2     | 2           | 0             | 3. Western Conference | |
| 2013      | 4     | 0           | 0             | 1. Pacific Division   | 14:31-Niederlage gegen Chicago Bliss Conference Championships                                               |
| 2014      | 2     | 1           | 1             | 2. Western Conference | |
| 2015      | 6     | 1           | 1             | 1. Western Conference | 28:24-Sieg gegen Los Angeles Temptation Conference Championships 27:21-Sieg gegen Chicago Bliss Legends Cup |
| 2016      | 3     | 1           | 0             | 2. Western Conference | 44:6-Sieg gegen Dallas Desire Conference Championships 26:31-Niederlage gegen Atlanta Steam Legends Cup     |
| 2017      | 4     | 0           | 0             | 1. Western Conference | 28:13-Sieg gegen Los Angeles Temptation Conference Championships 38:28-Sieg gegen Atlanta Steam Legends Cup |
| 2018      | 1     | 3           | 0             | 3. Western Conference | |
| 2019      | 3     | 1           | 0             | 2. 1                  | 38:14-Sieg gegen Atlanta Steam im Halbfinale 56:20-Sieg gegen Los Angeles Temptation Legends Cup            |